# Жаль (фільм)
«Жаль» (грец. Oίκτος) — грецько-польський драматичний фільм 2018 року, поставлений режисером Бабісом Макрідісом.
Світова прем'єра стрічки відбулася 19 січня 2018 на 34-му кінофестивалі «Санденс» у США. У липні 2018 року фільм брав участь у міжнародній конкурсній програмі 9-го Одеського міжнародного кінофестивалю та здобув приз за «Найкращий фільм», а Бабіс Макрідіс — за найкращу режисуру .

## Сюжет
45-річний адвокат живе з сином у заможному домі. Його дружина впала в кому після аварії і вже давно знаходиться в приватній лікарні. Така біда раптом змусила всіх співчувати йому. Одного дня дружина виходить з коми — і на місце суму приходить радість, але чоловіком заволодіває прагнення повернутися до попереднього стану скорботи. Він починає вигадувати способи привернення жалю, який так його тішив. Намагаючись руйнувати будь-які приємні звістки, він повністю втрачає контроль над собою.

## У ролях
| • Янніс Дракопулос     | … |         |
| • Евдоксія Андрулідіка | … |         |
| • Еві Сауліду          | … | дружина |
| • Джорджина Крискіто   | … |         |
| • Макіс Пападимітру    | … |         |
| • Нота Черняфські      | … |         |

## Знімальна група
- Автор сценарію — Ефтіміс Філіппоу, Бабіс Макрідіс
- Режисер-постановник — Бабіс Макрідіс
- Продюсери — Христос Константакопулос, Аманда Лівану, Беата Рженічек
- Співпродюсери — Афродіті Панайотоку, Ентоні Пападідітріу
- Оператор — Константінос Кукууліос
- Монтаж — Янніс Чалкіадакіс
- Художник-постановник — Анна Георгиаду
- Художник з костюмів — Дімітріс Папатомас

## Нагороди та номінації
| Список нагород та номінацій (Список не є вичерпним) | Список нагород та номінацій (Список не є вичерпним) | Список нагород та номінацій (Список не є вичерпним) | Список нагород та номінацій (Список не є вичерпним) | Список нагород та номінацій (Список не є вичерпним) | Список нагород та номінацій (Список не є вичерпним) |
| Кінофестиваль/Кінопремія                            | Рік                                                 | Категорія                                           | Номінант(и)                                         | Результат                                           | Дж                                                  |
| --------------------------------------------------- | --------------------------------------------------- | --------------------------------------------------- | --------------------------------------------------- | --------------------------------------------------- | --------------------------------------------------- |
| 34-й кінофестиваль «Санденс»                        | 2018                                                | Гран-прі журі                                       | Жаль                                                | Номінація                                           |                                                     |
| Кінофестиваль у Глазго                              | 2018                                                | Приз аудиторії                                      | Жаль                                                | Номінація                                           |                                                     |
| Кінофестиваль у Гетеборзі                           | 2018                                                | Приз «Дракон» (Міжнародний конкурс)                 | Жаль                                                | Номінація                                           |                                                     |
| Роттердамський міжнародний кінофестиваль            | 2018                                                | Нагорода «Великий екран»                            | Жаль                                                | Номінація                                           |                                                     |
| Гонконзький міжнародний кінофестиваль               | 2018                                                | Приз «Золота вогник» (Молоде кіно)                  | Жаль                                                | Номінація                                           |                                                     |
| Трансильванський міжнародний кінофестиваль          | 2018                                                | Трофей Трансильванії за найкращий фільм             | Жаль                                                | Номінація                                           |                                                     |
| 9-й Одеський міжнародний кінофестиваль              | 2018                                                | Найкращий фільм (Міжнародний конкурс)               | Жаль                                                | Перемога                                            | [ 5 ] [ 2 ]                                         |
| 9-й Одеський міжнародний кінофестиваль              | 2018                                                | Найкраща режисура                                   | Бабіс Макрідіс                                      | Перемога                                            | [ 5 ] [ 2 ]                                         |